# Eduard Stăncioiu
Eduard Cornel Stăncioiu (Boekarest, 3 maart 1981) is een Roemeens doelman in het betaald voetbal.
Stăncioiu begon zijn loopbaan als doelman in 1998 bij Sportul Studențesc. Sinds 2006 speelt hij voor CFR Cluj. Hij maakte op 31 mei 2008 zijn debuut voor de Roemeneense nationale ploeg (tegen Montenegro en behoorde tot de selectie voor Euro 2008.
1 Lobonț ·
2 Contra ·
3 Raț ·
4 Tamaș ·
5 Chivu  ·
6 Rădoi ·
7 Petre ·
8 Codrea ·
9 Marica ·
10 Mutu ·
11 Cociș ·
12 Popa ·
13 Săpunaru ·
14 Ghionea ·
15 Goian ·
16 Nicoliță ·
17 Moți ·
18 M. Niculae ·
19 Cristea ·
20 Dică ·
21 D. Niculae ·
22 Radu ·
23 Stăncioiu ·
Coach: Pițurcă